# 1952
1952 (MCMLII) a fost un an bisect al calendarului gregorian, care a început într-o zi de marți.

## Evenimente

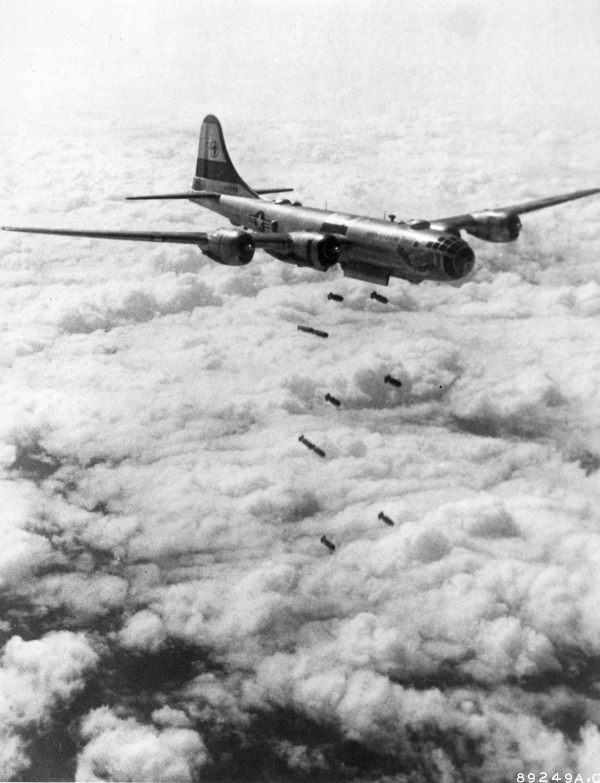
23 iunie: Bombardarea Coreei de Nord de către Statele Unite.

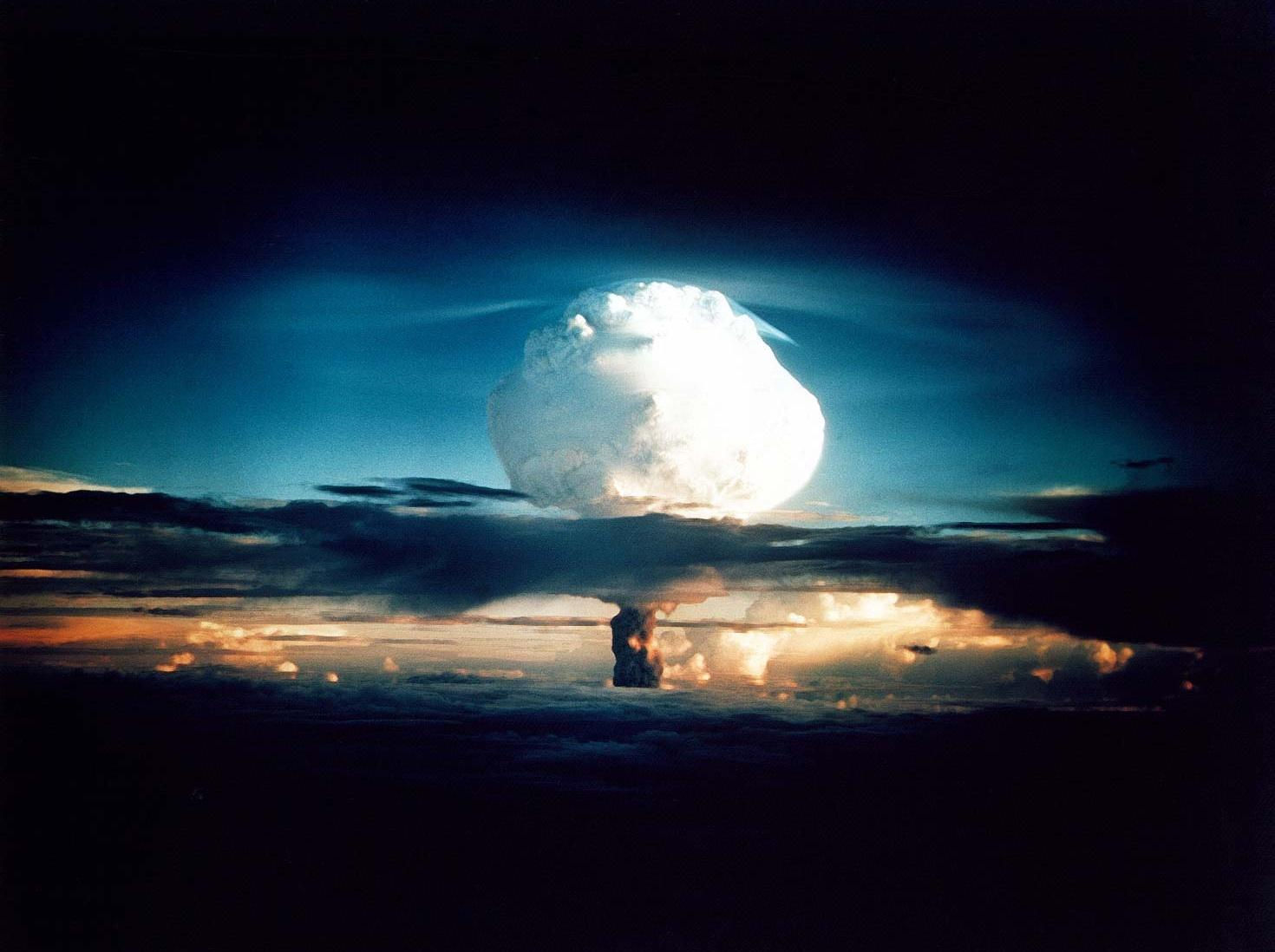
31 octombrie: Operațiunea Ivy. Explozia primei bombe cu hidrogen a Statelor Unite.

### Ianuarie
- 26 ianuarie: România. Hotărârea Consiliului de Miniștri prin care se declanșează reformă monetară, la un raport de 1 leu nou = 20 lei vechi.

### Februarie
- 6 februarie: Elisabeta a II-a este proclamată Regină a Regatului Unit al Marii Britanii și al Irlandei de Nord, în urma decesului tatălui ei, George al VI-lea.
- 14 februarie: Se deschid Jocurile Olimpice de Iarnă la Oslo, Norvegia.
- 15 februarie: Au loc funeraliile Regelui George al VI-lea al Regatului Unit la Capela St. George de la Castelul Windsor.
- 18 februarie: Grecia și Turcia aderă la NATO.
- 26 februarie: Prim-ministrul Marii Britanii, Winston Churchill, anunță că țara sa deține bomba atomică.

### Aprilie
- 23 aprilie: Teste nucleare în deșertul Nevada.

### Mai
- 13 mai: Pandit Nehru formează primul său guvern în India.

### Iunie
- 2 iunie: Începe guvernarea lui Gheorghe Gheorghiu-Dej.
- 13 iunie: Gheorghe Cucu a realizat primul zbor fără motor din România pe o distanță de 300 km (Cluj-Siliștea-Buzău).
- 23 iunie: Bombardarea Coreei de Nord de către Statele Unite.
- 29 iunie: Finlandeza Armi Kuusela câștigă titlul de Miss Universe.

### Iulie
- 19 iulie: Se deschid Jocurile Olimpice de Vară la Helsinki, Finlanda.
- 29 iulie: La Jocurile Olimpice de la Helsinki, Iosif Sârbu este medaliat cu aur la tir. Prima medalie de aur olimpică a României.

### August
- 11 august: După abdicarea lui Talal I, Hussein a fost proclamat suveran al Regatului Hașemit al Iordaniei.
- 14 august: Mátyás Rákosi devine prim-ministru al Republicii Populare Ungaria.

### Septembrie
- 19 septembrie: Prin Decretul 331, numărul de regiuni din România a fost redus de la 28 la 18.
- 24 septembrie: A doua Constituție comunistă care definește aservirea totală față de URSS.

### Octombrie
- 5 octombrie-14 octombrie: Al XIX-lea Congres al PCUS, primul după 1939.
- 19 octombrie: Medicul francez, Alain Bombard, începe călătoria sa solitară, la bordul unei bărci pneumatice, din Insulele Canare spre Barbados. Va ajunge la destinație pe 23 decembrie, după ce a călătorit 4.400 km și a pierdut 25 de kg.

### Noiembrie
- 4 noiembrie: Cutremur de 8,2 grade pe scara Richter în Kamchatka.
- 4 noiembrie: În alegerile prezidențiale ale Statelor Unite, republicanul Dwight D. Eisenhower îl învinge pe democratul Adlai Stevenson.
- 20 noiembrie: Rudolf Slánský, Secretarul General al Partidului Cehoslovac și alți 13 lideri comuniști sau funcționari de rang înalt, au fost acuzați și condamnați că ar fi participat la o conspirație troțkisto-titoisto-sionistă. Procesul a fost orchestrat la ordinul Moscovei prin intermediul consilierilor sovietici aflați în țară. Slánský va fi spânzurat la 3 decembrie 1952.
- 30 noiembrie: Alegeri legislative în România. Frontul Democrației Populare obține 98,84% din voturi.

### Decembrie
- 5 decembrie: La Londra începe Marele Smog, care va dura 4 zile.
- 20 decembrie: Are loc căsătoria dintre actrița Brigitte Bardot și regizorul Roger Vadim.

### Nedatate
- mai: Epurare în Partidul Comunist Român. Ana Pauker este eliminată din Biroul Politic. Vasile Luca este închis, acuzat de deviaționism, condamnat la moarte însă pedeapsa a fost comutată la douăzeci de ani în închisoare. Teohari Georgescu fusese arestat în februarie însă nu a fost condamnat. Lothar Rădăceanu cade în dizgrație.
- 80% din comerțul sovietic se realizează cu țările satelit.
- Beretele Verzi (Forțele Speciale). Unitate de elită a armatei SUA.
- Charles Chaplin este expulzat din SUA.
- Începe construcția clădirii Casa Scânteii care se va finaliza în 1957.
- SUA: A fost înființată Agenția de Securitate Națională (NSA).

## Arte, literatură și filozofie
- 8 septembrie: Scriitorul american, Ernest Hemingway, publică Bătrânul și marea.
- Biserica Catolică interzice cărțile lui André Gide.
- John Steinbeck publică La răsărit de Eden.
- La Paris, editura Gallimard publică Images et symboles de Mircea Eliade.
- Premiera filmului american Cântând în ploaie.
- Premiera piesei lui Eugen Ionescu, Scaunele.
- Samuel Beckett publică Așteptându-l pe Godot.

## Știință
- Adriaan Blaauw arată că expansiunea roiului zeta-Persei a început acum 1,3 milioane de ani, demonstrând că în galaxia Calea Lactee se nasc încontinuu noi stele.
- Alan Lloyd Hodgkin și Andrew Fielding Huxley formulează teoria modemă a excitației nervilor, bazată pe modificarea numărului de ioni de sodiu și de potasiu din celulele nervoase; la trecerea unui impuls nervos, ionii de sodiu invadează celula, iar cei de potasiu sunt expulzați.
- Cosmotron-ul de la Brookhaven, New York, un nou tip de sincrotron, accelerează protonii până la energii de peste 1 miliard de electronvolți (1 GeV).
- Donald Glaser observă traiectoriile radiației cosmice cu ajutorul camerei sale de barbotare, care constă dintr-un mic glob de sticlă umplut cu eter, observând bulele care se ridică într-un pahar cu bere.
- Firma Sony realizează un aparat de radio tranzistorizat de buzunar.
- În SUA izbucnește o epidemie de poliomielită; se înregistrează 3.300 decese iari 57.000 de copii rămân paralizați.
- James Alfred Van Allen dezvoltă un gen de rachetă lansată dintr-un balon pentru a studia caracteristicile fizice ale straturilor atmosferice superioare.
- Jean Dausset descoperă că în organismele oamenilor cărora li s-au făcut transfuzii repetate de sânge se dezvoltă anticorpi pentru sângele introdus prin transfuzie; mai târziu, această observație va fi folosită pentru stabilirea tipului de țesut care trebuie folosit la transplanturi.
- Jonas Edward Salk dezvoltă un vaccin împotriva poliomielitei, pe bază de viruși uciși; începînd din 1954, acesta va fi utilizat pentru inocularea în masă a populației, prevenind cu succes îmbolnăvirile, deși mai târziu va fi înlocuit cu vaccinul lui Albert Sabin, obținut din viruși vii.
- Joshua Lederberg descoperă că virușii care atacă bacteriile pot transmite material genetic de la o bacterie la alta, un pas semnificativ spre dezvoltarea ingineriei genetice.
- Medicul britanic Douglas Bevis dezvoltă amniocenteza, o metodă de examinare a moștenirii genetice a fătului încă din viața intrauterină.
- Michael Ventris descifrează sistemul antic de scriere denumit LinearB, unul dintre sistemele utilizate în Creta.
- O echipă de oameni de știință, condusă de fizicianul ungaro-american Edward Teller concepe primul dispozitiv termonuclear, cunoscut sub denumirea de bomba H; cea dintâi bombă de acest tip, care funcționează pe bază de fuziune nucleară, este testată pe 6 noiembrie, în atolul Eniwetok din Pacificul de Sud.
- Prima operație chirurgicală din lume de modificare a sexului unei persoane i se face lui George Jorgenson, care va fi cunoscut în toată lumea sub numele de Christine.
- Prima separare chirurgicală cu succes a unor siamezi la un spital din Ohio, SUA.
- Primul accident survenit într-un reactor nuclear are loc la Chalk River, în Canada, unde o eroare datorată operatorilor duce la explozia conteinerului cu material fisionabil.
- Primul reactor care produce simultan atât plutoniu, cât și energie generată cu ajutorul uraniului (din categoria reactoarelor care produc mai mult material fisionabil decât consumă) este construit de Comisia pentru Energie Atomică a SUA.
- Printre reziduurile primei explozii termonucleare, Glenn T. Seaborg descoperă einsteiniul, un element chimic artificial cu numărul atomic egal cu 99.
- Rețeaua de televiziune CBS utilizează un computer UNIVAC pentru a aprecia rezultatele alegerilor prezidențiale ale SUA; primul rezultat fumizat de UNIVAC prevede foarte exact eșecul unui anumit candidat, dar operatorii îl consideră greșit și reprogramează în grabă computerul, care prognozează, incorect, un rezultat strâns.
- Robert Wallace Wilkins descoperă că hiposerpilul este un preparat tranchilizant, primul tranchilizant descoperit; el îl folosea la tratamentul hipertensiunii.
- Se introduce primul produs comercializabil care utilizează tranzistori în loc de tuburi electronice cu vid; este vorba despre proteza auditivă.
- Sir Charles Frank lanseză ideea că, deși obținerea cristalelor icosaedrice este imposibilă, în lichidele răcite pînă la temperaturi aflate sub punctul lor de înghețare apar regiuni de simetrie icosaedrică; cercetările ulterioare vor demonstra că fenomenul are loc atunci când metalele sunt răcite atât de rapid încât capătă structura sticlei; aceste materii se numesc sticle metalice.
- Vulcanul Paricutin din Mexic, care înainte de 1943 nici n-a existat, încetează să erupă, lăsând un con înalt de 2 km.

## Nașteri

### Ianuarie

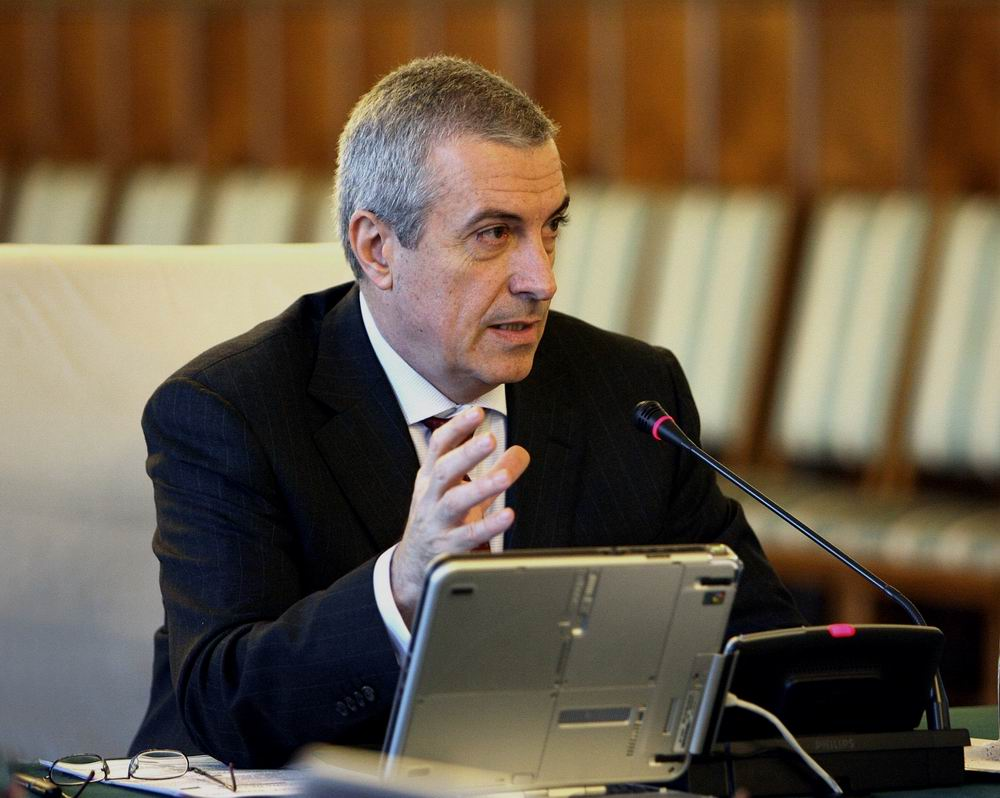
Călin Popescu-Tăriceanu, politician român, prim-ministru al României
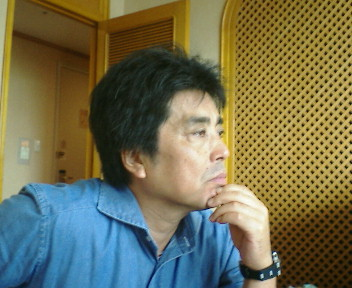
Ryu Murakami, scriitor și regizor japonez
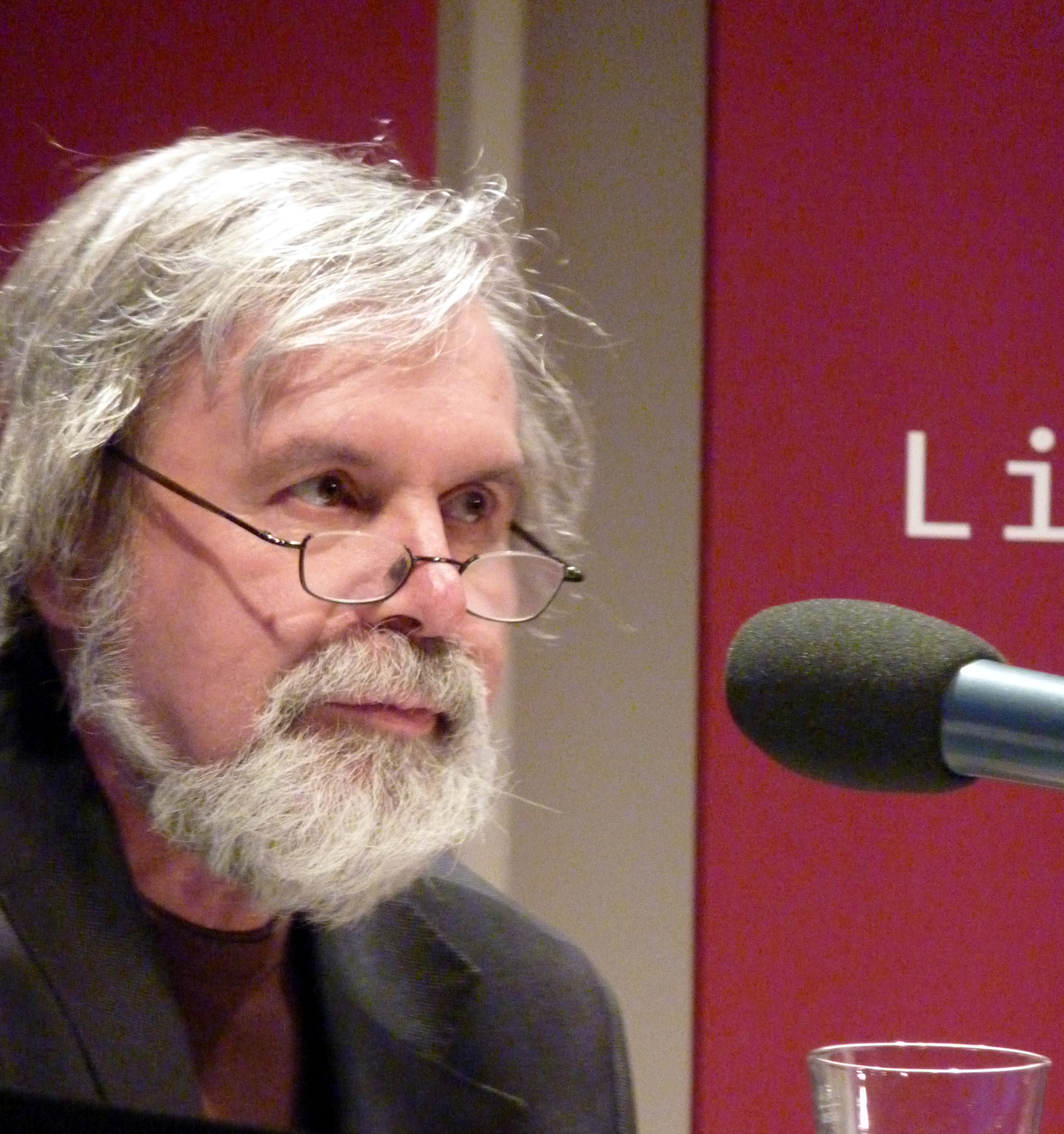
Richard Wagner, scriitor român de origine germană
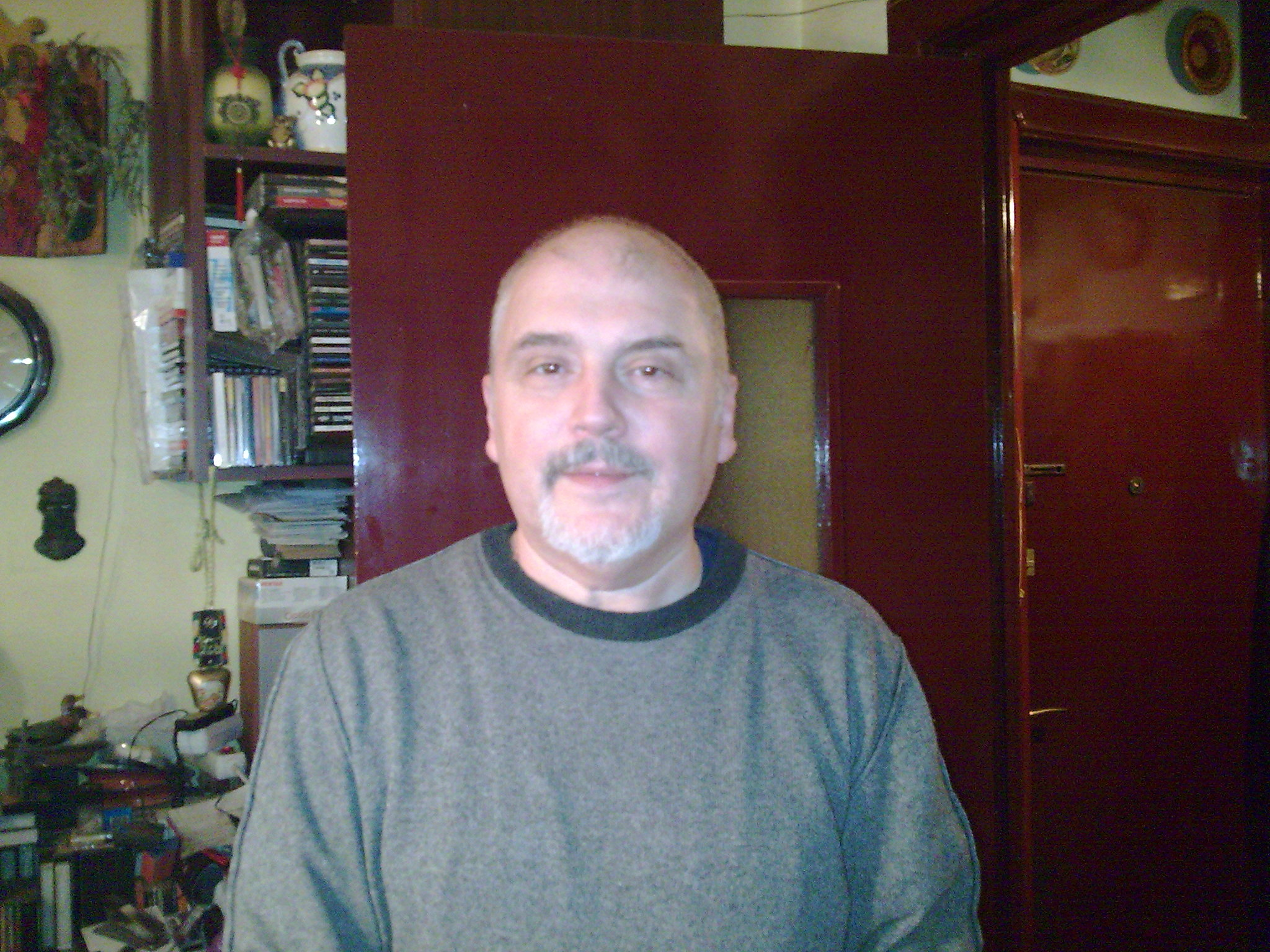
Eugen Cristea, actor român de teatru și film

- 1 ianuarie: Dorel Borza, politician român
- 1 ianuarie: Robert Beugré Mambé, om politic ivorian, prim-ministru
- 1 ianuarie: Pantelimon Manta, politician român
- 3 ianuarie: Gianfranco Fini, politician italian
- 4 ianuarie: Juan Andrés Naranjo Escobar, politician spaniol
- 5 ianuarie: Marian Dumitriu, politician român
- 9 ianuarie: Richard Wagner, scriitor și publicist de limba germană de etnie română
- 10 ianuarie: Scott Thurston, muzician american
- 11 ianuarie: Romano Maria la Russa, politician italian
- 12 ianuarie: Gheorghe Perian, critic literar român
- 13 ianuarie: Sonia Petrovna, actriță franceză
- 14 ianuarie: Călin Popescu Tăriceanu, politician român, prim-ministru (2004-2008)
- 14 ianuarie: Gheorghe Voinea, politician român
- 15 ianuarie: Melvyn Gale, pianist britanic
- 15 ianuarie: Ewa Hedkvist Petersen, politiciană suedeză
- 15 ianuarie: Tatsuhiko Seta, fotbalist japonez (portar)
- 17 ianuarie: Aristotel Căncescu, politician român, președinte al CJ Brașov (2000–2016)
- 17 ianuarie: Ion Rotaru, politician român
- 20 ianuarie: Irina Allegrova, cântăreață rusă
- 20 ianuarie: Iordan Bărbulescu, diplomat și profesor român
- 20 ianuarie: Petru Cimpoeșu, scriitor român
- 20 ianuarie: Mariana Zavati Gardner, poetă română
- 21 ianuarie: Marie-Arlette Carlotti, politiciană franceză
- 22 ianuarie: Radu Sârbu, politician român, președinte al Fondului Proprietății de Stat (1998-2000)
- 24 ianuarie: Raymond Domenech, fotbalist francez
- 27 ianuarie: Brian Gottfried, jucător american de tenis
- 29 ianuarie: Roberto Felice Bigliardo, politician italian (d. 2006)
- 29 ianuarie: George Poede, filosof politic și profesor universitar român
- 30 ianuarie: Silvia Marcovici, muziciană română
- 31 ianuarie: Fevronia Stoica, politiciană română

### Februarie
- 2 februarie: Park Geun-hye, politiciană sud-coreeană
- 6 februarie: Charles Goerens, politician luxemburghez
- 7 februarie: Dan Podeanu, antrenor român al lotului olimpic de spadă feminină al României
- 9 februarie: Gyöngyvér Horváth, graficiană română de etnie maghiară
- 10 februarie: Dumitru Diacov, politician din R. Moldova
- 11 februarie: Victor Paul Dobre, politician român
- 12 februarie: Salvador Pineda, actor mexican
- 16 februarie: Constantin Dumitru, senator român
- 16 februarie: Ed Korfanty (Edward Korfanty), antrenor polonez (scrimă)
- 16 februarie: Elvira Șarapatin, politician român
- 19 februarie: Luigi Cesaro, politician italian
- 19 februarie: Petru Lakatos, politician român
- 19 februarie: Ryu Murakami, scriitor și regizor japonez
- 19 februarie: Amy Tan, romancieră americană
- 21 februarie: Ludovic Abiței, politician român
- 22 februarie: Dumitru Pulbere, jurist din R. Moldova
- 25 februarie: Inger Segelström, politiciană suedeză
- 25 februarie: Ioan Tătaru, politician român
- 29 februarie: Larisa Turea, jurnalistă din R. Moldova

### Martie
- 1 martie: Mallia Franklin, cântăreață americană (d. 2010)
- 1 martie: Petru Șteolea, politician român
- 2 martie: Serghei Stepașin, politician rus
- 3 martie: Ângela Vieira, actriță braziliană
- 4 martie: Florian Pop, matematician român
- 4 martie: Chiriaca Sârbu, politiciană română
- 5 martie: Alan Clark, muzician și chitarist britanic (Dire Straits)
- 6 martie: Ieke van den Burg, politiciană neerlandeză (d. 2014)
- 6 martie: Mircea Valer Pușcă, politician român
- 7 martie: William Boyd, scriitor britanic
- 10 martie: Aurel Pantea, critic literar român
- 11 martie: Douglas Adams, scriitor și dramaturg britanic (d. 2001)
- 11 martie: Larion Serghei, sportiv român (caiac) (d.2019)
- 12 martie: Gregorian Bivolaru, fondator român și mentorul spiritual al Mișcării de Integrare Spirituală în Absolut
- 12 martie: Yasuhiko Okudera, fotbalist japonez
- 12 martie: Irineu Popescu, politician român
- 12 martie: André Comte-Sponville, filosof francez
- 13 martie: Florin Șlapac, prozator, poet și traducător român (d. 2014)
- 14 martie: Ioan Pop, politician român
- 18 martie: Salomé Zourabichvili, politiciană georgiană
- 19 martie: Harvey Weinstein, producător american de film
- 22 martie: Des Browne, politician britanic
- 22 martie: Doru Nicolae, fotbalist român
- 24 martie: Reinhard Genzel, astrofizician german, laureat al Premiului Nobel (2020)
- 24 martie: Quim Monzó, scriitor spaniol
- 24 martie: Nicolae Victor Zamfir, fizician român
- 26 martie: Didier Pironi, pilot francez de Formula 1 (d. 1987)
- 27 martie: Linda Martin, cântăreață irlandeză
- 29 martie: Léster Rodríguez, politician venezuelean
- 31 martie: Robin Teverson, politician britanic

### Aprilie

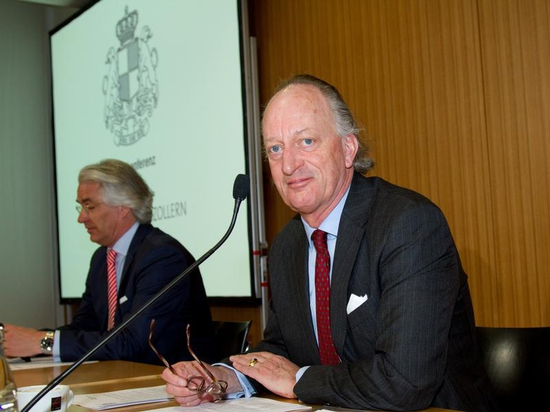
Karl Friedrich, Prinț de Hohenzollern, șeful Casei de Hohenzollern-Sigmaringen
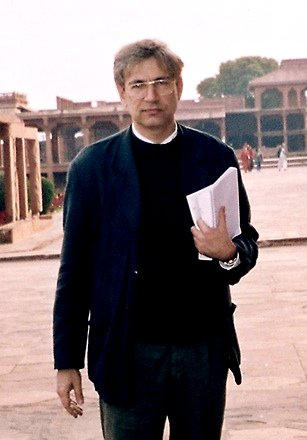
Orhan Pamuk, scriitor turc, laureat al Premiului Nobel
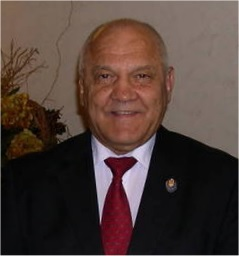
Mircea Grosaru, politician, profesor și avocat român de origine italiană
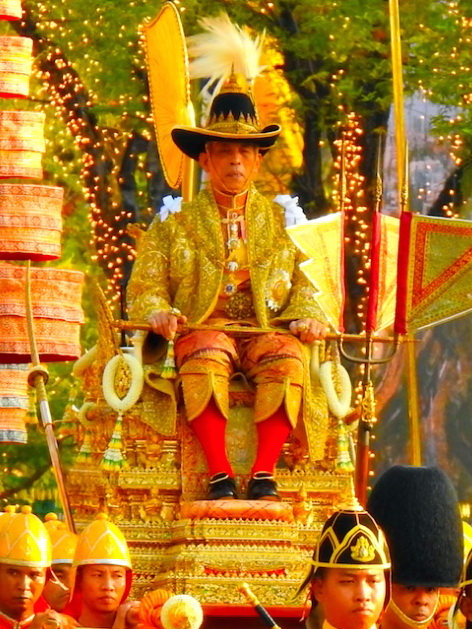
Vajiralongkorn, rege al Thailandei

- 1 aprilie: László Tőkés, politician român
- 3 aprilie: Andrei Cornea, istoric român
- 4 aprilie: Teofil al III-lea al Ierusalimului (n. Ilias Giannopoulos), patriarh grec
- 5 aprilie: Șerban Georgescu, compozitor român (d. 2007)
- 5 aprilie: Florin Tudose, medic psihiatru român (d. 2014)
- 7 aprilie: Nichita Danilov, poet și filolog român
- 7 aprilie: Gergely Makkai, politician maghiar (d.2024)
- 7 aprilie: Anamaria Pop, poetă și traducătoare română (d. 2015)
- 8 aprilie: Kaori Momoi, actriță japoneză
- 9 aprilie: Jerzy Szmajdziński, politician polonez (d. 2010)
- 10 aprilie: Steven Frederic Seagal, actor american, producător, scriitor, practicant de arte marțiale, chitarist și șerif
- 10 aprilie: Florian Udrea, politician român
- 10 aprilie: Richard Wagner, scriitor român de etnie germană (d.2023)
- 14 aprilie: Frederick Konrad, Prinț de Saxa-Meiningen, actualul șef al Casei de Saxa-Meiningen (din 1984)
- 14 aprilie: Constantin Tudor, politician român
- 14 aprilie: Udo Voigt, politician german (d.2025)
- 16 aprilie: Ioan Baboș, politician român
- 16 aprilie: Yoshikazu Nagai, fotbalist japonez (atacant)
- 16 aprilie: Petre Ungureanu, politician român
- 18 aprilie: Eugenu Arnăutu, politician român
- 18 aprilie: Eugen Cristea, actor român de teatru și film
- 20 aprilie: Karl Friedrich, Prinț de Hohenzollern, șeful Casei de Hohenzollern-Sigmaringen (din 2010)
- 20 aprilie: Ștefan Gheorghe Mărgineanu, politician român
- 22 aprilie: Octavian Nicolae Dărămuș, politician român (d.2020)
- 22 aprilie: Paul Jerbaș, politician român
- 25 aprilie: Alexandru Horia Frunză, critic literar român
- 28 aprilie: Mary McDonnell (Mary Eileen McDonnell), actriță americană

### Mai
- 1 mai: Dimitri Michalopoulos, istoric grec
- 1 mai: Robert Navarro, politician francez
- 6 mai: Michael O'Hare, actor american (d. 2012)
- 7 mai: Simion Cuțov, boxer român (d.1993)
- 10 mai: Kikki Danielsson, cântăreață suedeză
- 10 mai: Masaki Yokotani, fotbalist japonez
- 12 mai: Csaba Őry, politician maghiar
- 14 mai: Constantin Zamfir, fotbalist român (atacant)
- 17 mai: Victor Boștinaru, politician român
- 17 mai: Marianne Eriksson, politiciană suedeză
- 17 mai: Vasile Florin Stamatian, politician român
- 18 mai: Eiko Matsuda, actriță japoneză (d. 2011)
- 18 mai: Sorin Medeleni, actor român de teatru și de film (d. 2015)
- 20 mai: Christian Klar, terorist german
- 20 mai: Roger Milla, fotbalist camerunez (atacant)
- 21 mai: Oleg Reidman, politician din R. Moldova
- 23 mai: Anne-Marie David, cântăreață franceză
- 27 mai: Alfonso Andria, politician italian
- 27 mai: Rosa Díez, politiciană spaniolă
- 30 mai: Rodica Culcer, jurnalistă română
- 31 mai: Karl Bartos, compozitor german

### Iunie
- 1 iunie: Ivan Kristioglo, politician din R. Moldova
- 1 iunie: Mihaela Loghin, atletă română
- 2 iunie: Benito Floro (Benito Floro Sanz), fotbalist spaniol și antrenor
- 4 iunie: Dambudzo Marechera, scriitor zimbabwian (d. 1987)
- 5 iunie: Helmuth Markov, politician german
- 7 iunie: Orhan Pamuk, scriitor turc, laureat al Premiului Nobel (2006)
- 7 iunie: Liam Neeson, actor nord-irlandez
- 9 iunie: Bülent Ersoy, actriță, cântăreață și prezentatoare de televiziune turcă
- 10 iunie: Kage Baker, scriitoare americană (d. 2010)
- 10 iunie: Guzal Sitdîkova, scriitoare bașchiră, traducătoare și activistă rusă
- 11 iunie: Anote Tong, politician kiribatian
- 11 iunie: Bronisław Wildstein, jurnalist polonez
- 12 iunie: Jean-Pierre Audy, politician francez
- 14 iunie: Jim Lea (James Whild Lea), muzician britanic (Slade)
- 14 iunie: Alois Schwarz, preot austriac
- 16 iunie: Craig Calhoun, sociolog american
- 16 iunie: Eugen Mihăescu, jurnalist și scriitor român
- 16 iunie: Giorgos Andreas Papandreou, politician grec
- 17 iunie: Mihai Coadă, actor român
- 18 iunie: Idriss Déby, politician, președinte al statului Ciad (1990–2021), (d. 2021)
- 19 iunie: Nicolae Giurgea, politician român
- 20 iunie: Vikram Seth, scriitor indian
- 21 iunie: Adrian Manolache, politician român
- 22 iunie: Crin Halaicu, politician român
- 23 iunie: Robert D. Kaplan, scriitor american
- 25 iunie: Dumitru Moinescu, politician român
- 25 iunie: Octavian Știreanu, scriitor, jurnalist și politician român
- 25 iunie: Gabriel Stan, fotbalist român
- 25 iunie: Radka Toneff, cântăreață norvegiană (d. 1982)
- 26 iunie: Csaba Sándor Tabajdi, politician maghiar
- 27 iunie: Lydia Schenardi, politiciană franceză (d.2020)
- 28 iunie: Iohan-Peter Babiaș, politician român (d. 2002)
- 28 iunie: Werner Stöckl, handbalist român
- 29 iunie: Paul-Adrian Ilieș, politician român
- 29 iunie: Nozizwe Madlala-Routledge, politiciană sud-africană
- 30 iunie: Mircea Grosaru, politician, profesor și avocat român de etnie italiană (d. 2014)

### Iulie
- 1 iulie: Dan Aykroyd, actor canadian
- 1 iulie: Leon „Ndugu” Chancler, muzician american (d. 2018)
- 1 iulie: Luminița Gheorghiu, politiciană română
- 1 iulie: Abdoulkader Kamil Mohamed, politician din Djibouti, prim-ministru
- 3 iulie: Laura Branigan, cântăreață, compozitoare și actriță americană (d. 2004)
- 3 iulie: Andy Fraser (Andrew McLan Fraser), muzician britanic (Free), (d. 2015)
- 3 iulie: Rohinton Mistry, scriitor canadian
- 3 iulie: Horia Surianu, compozitor român
- 4 iulie: Vladimir Tismăneanu, politolog român de etnie evreiască
- 5 iulie: Ionel Stoiț, scriitor român
- 6 iulie: Hilary Mantel, scriitoare britanică (d.2022)
- 7 iulie: Geo Raețchi, jurnalist român
- 8 iulie: Petru Fleșer, politician român
- 8 iulie: Tony Kaye, regizor britanic de film
- 8 iulie: Vasile Pușcaș, politician român
- 8 iulie: Karen Șahnazarov, regizor rus de film
- 8 iulie: Marianne Williamson (Marianne Deborah Williamson), scriitoare americană
- 10 iulie: Mădălin Voicu, politician român
- 12 iulie: Liz Mitchell (Elizabeth Rebecca Mitchell), căntăreață jamaicano-britanică (Boney M)
- 14 iulie: Jeff Lindsay (n. Jeffry P. Freundlich), autor american
- 15 iulie: Ioan-Cătălin Iamandi, politician român
- 15 iulie: Terry O'Quinn (Terrance Quinn), actor american
- 18 iulie: Andrei Neguță, diplomat din R. Moldova
- 23 iulie: John Rutsey, muzician canadian (d. 2008)
- 25 iulie: Ștefan Afloroaei, filosof român, membru corespondent al Academiei Române (din 2015)
- 26 iulie: Dan Condurache, actor român
- 28 iulie: Vajiralongkorn (Rama al X-lea), rege al Thailandei (din 2016)
- 29 iulie: Marie Panayotopoulos-Cassiotou, politiciană greacă
- 29 iulie: Ilie Badea Stănescu, rege autoproclamat al romilor (d. 2007)
- 30 iulie: Ilie Ilașcu, politician din R. Moldova
- 31 iulie: Horațiu Mălăele, actor român
- 31 iulie: Pilar del Castillo Vera, politiciană spaniolă

### August

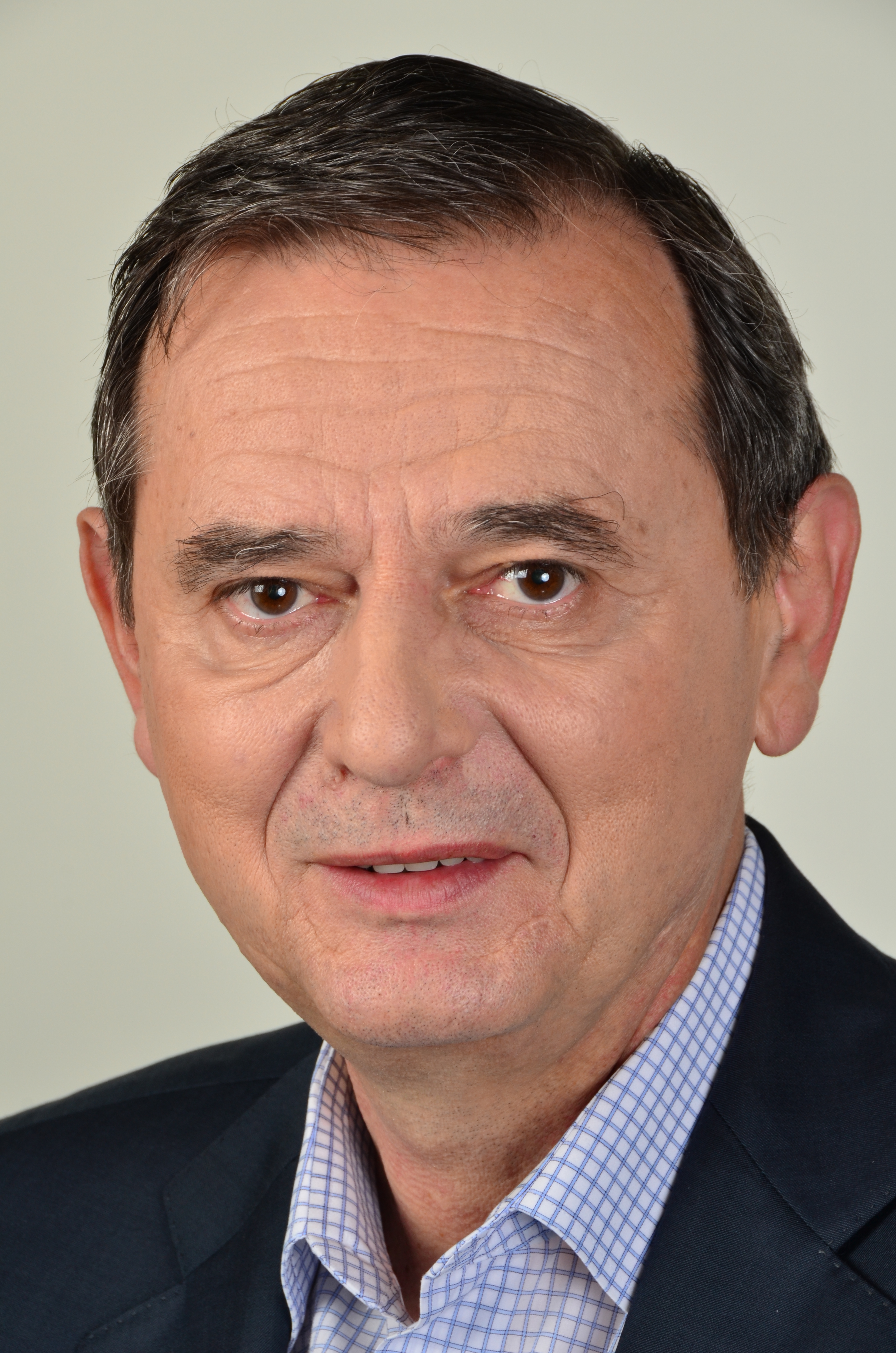
Marian-Jean Marinescu, politician român
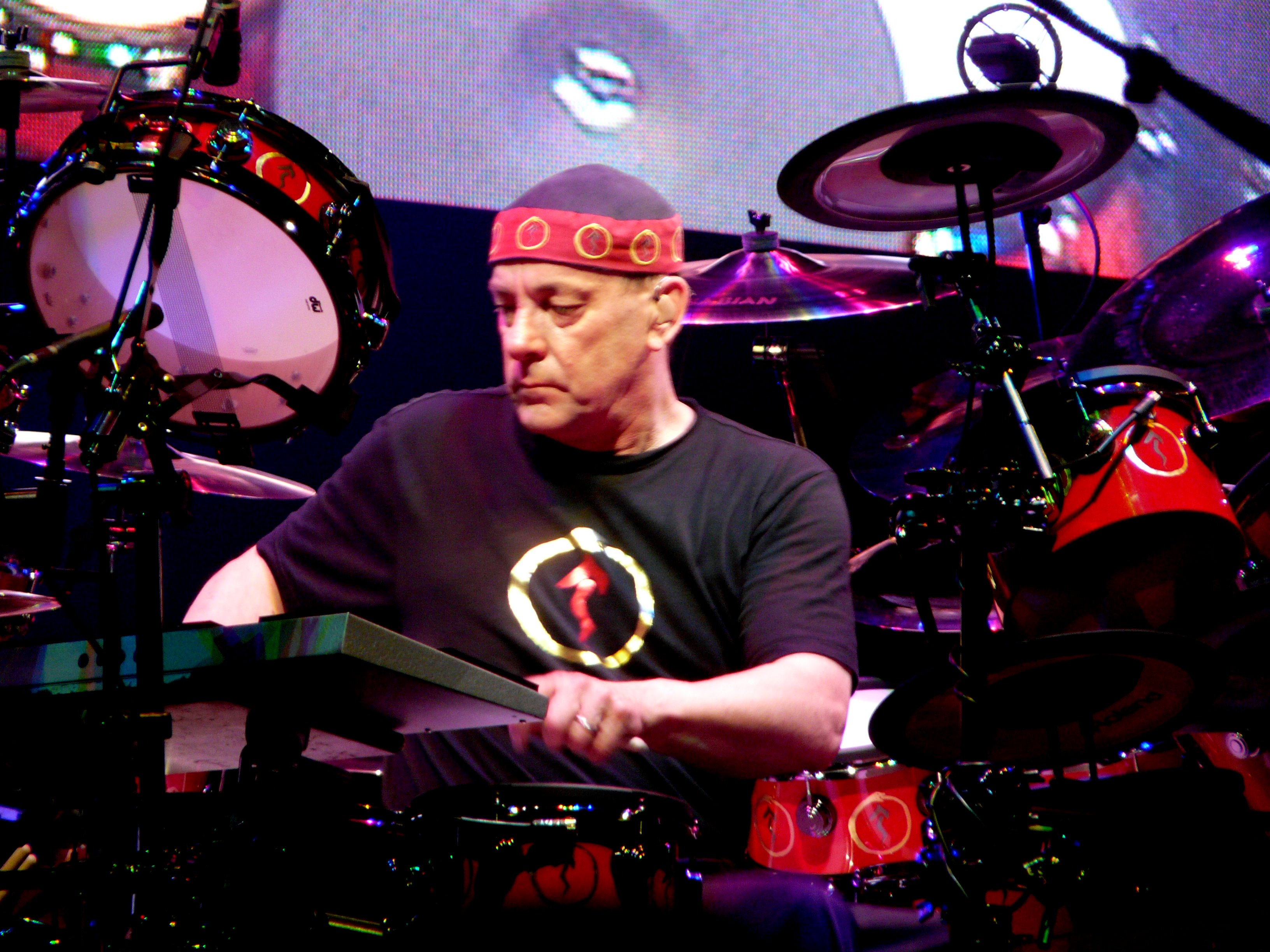
Neil Peart, muzician și autor canadian, bateristul trupei Rush
Mariana Drăghicescu, cântăreață română de muzică populară
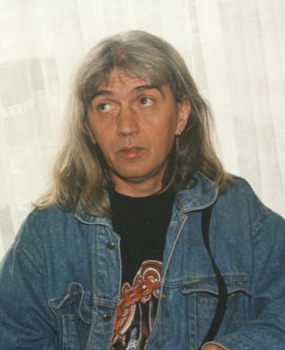
Valeriu Sterian, muzician, compozitor și cântăreț român de muzică folk și rock

- 1 august: Zoran Đinđić, politician sârb (d. 2003)
- 2 august: Alain Giresse, fotbalist francez
- 3 august: Osvaldo Ardiles (Osvaldo César Ardiles), fotbalist argentinian
- 3 august: Valeriu Saharneanu, jurnalist din R. Moldova
- 4 august: Gábor Demszky, politician maghiar
- 5 august: Alexandru Ghilduș, sculptor român
- 7 august: Kees Kist, fotbalist neerlandez (atacant)
- 8 august: Rijk van Dam, politician neerlandez
- 8 august: Norbert Glante, politician german
- 10 august: Jerzy Pilch, scriitor polonez (d. 2020)
- 11 august: Marian-Jean Marinescu, politician român
- 11 august: Harry Tavitian, muzician român
- 13 august: Herb Ritts (Herbert Ritts Jr.), fotograf american (d. 2002)
- 17 august: Nelson Piquet (Nelson Piquet Souto Maior), pilot brazilian de Formula 1
- 17 august: Guillermo Villas, jucător argentinian de tenis
- 18 august: Patrick Swayze, actor american (d. 2009)
- 18 august: Vladimir (Vladimir Cantarean), mitropolit din R. Moldova
- 19 august: Stephen Hughes, politician britanic
- 19 august: Willy Meyer Pleite, politician spaniol
- 23 august: Santillana (n. Carlos Alonso González), fotbalist spaniol (atacant)
- 24 august: Marion Bloem, scriitoare neerlandeză
- 26 august: Michael Jeter, actor american (d. 2003)
- 27 august: Eugen Șerbănescu, diplomat român
- 30 august: Minerva Melpomeni Malliori, politiciană greacă
- 31 august: Herbert Reul, politician german

### Septembrie

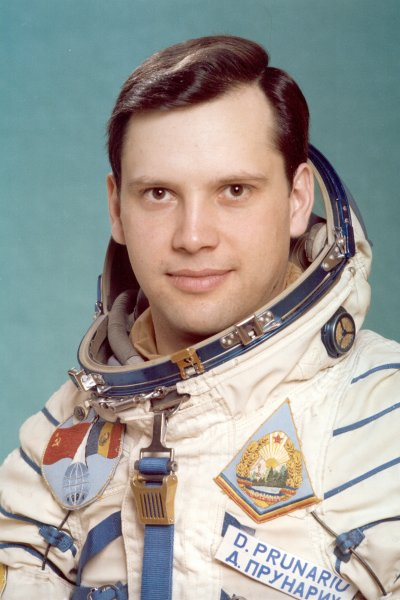
Dumitru Prunariu, primul cosmonaut român
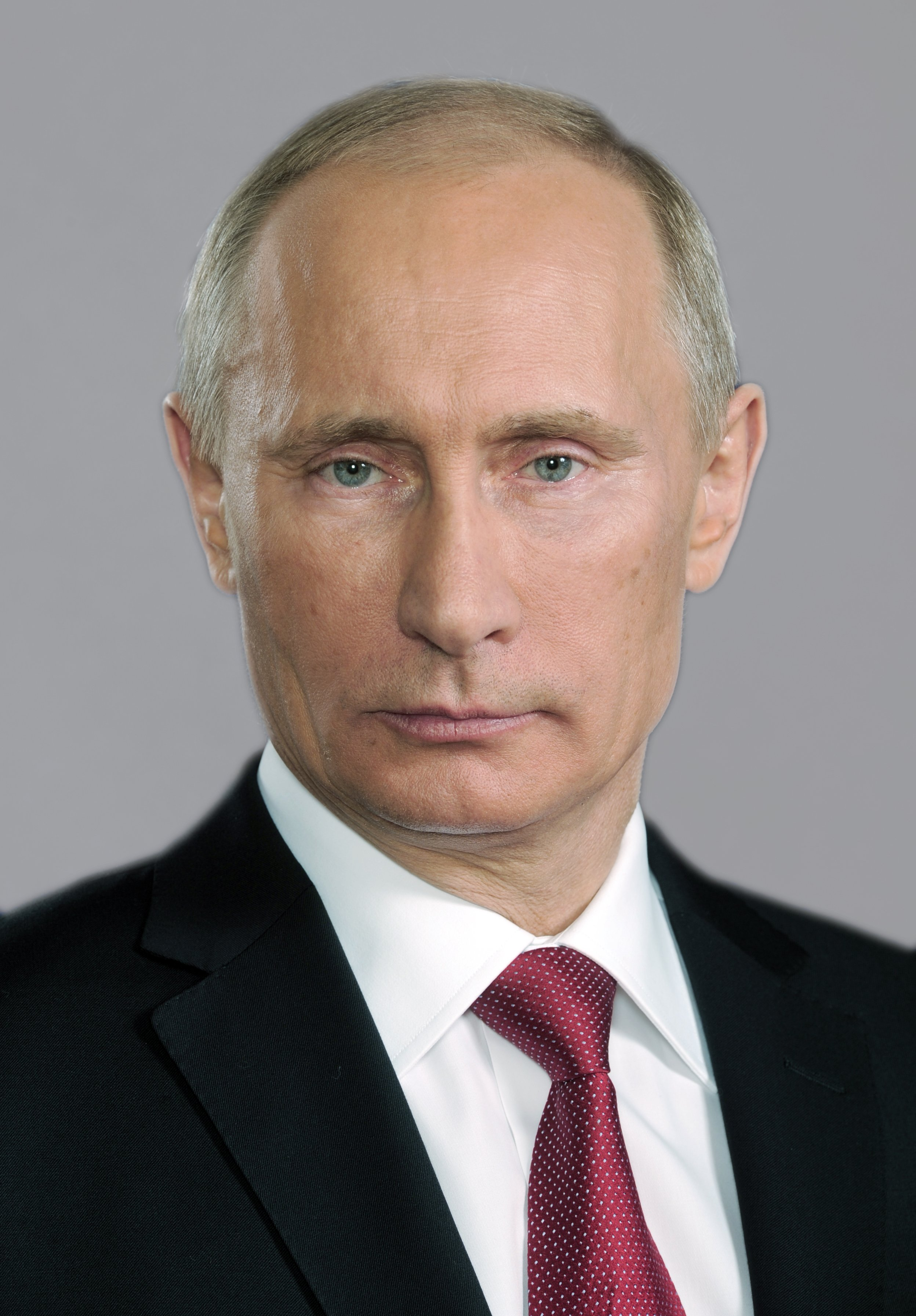
Vladimir Putin, politician rus, președinte al Rusiei
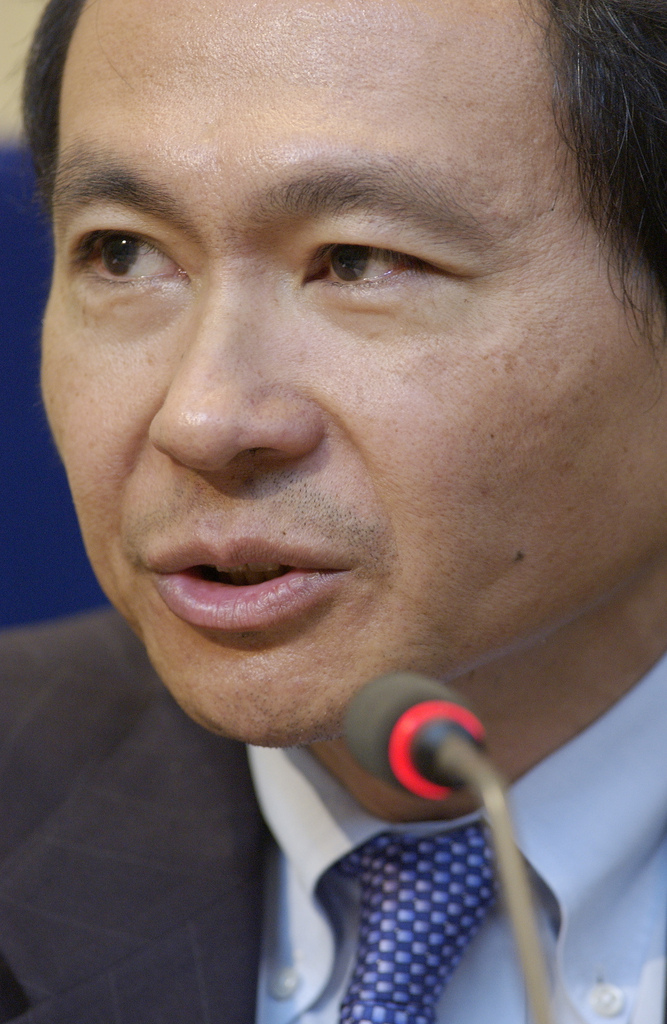
Francis Fukuyama, filosof și economist american de origine japoneză
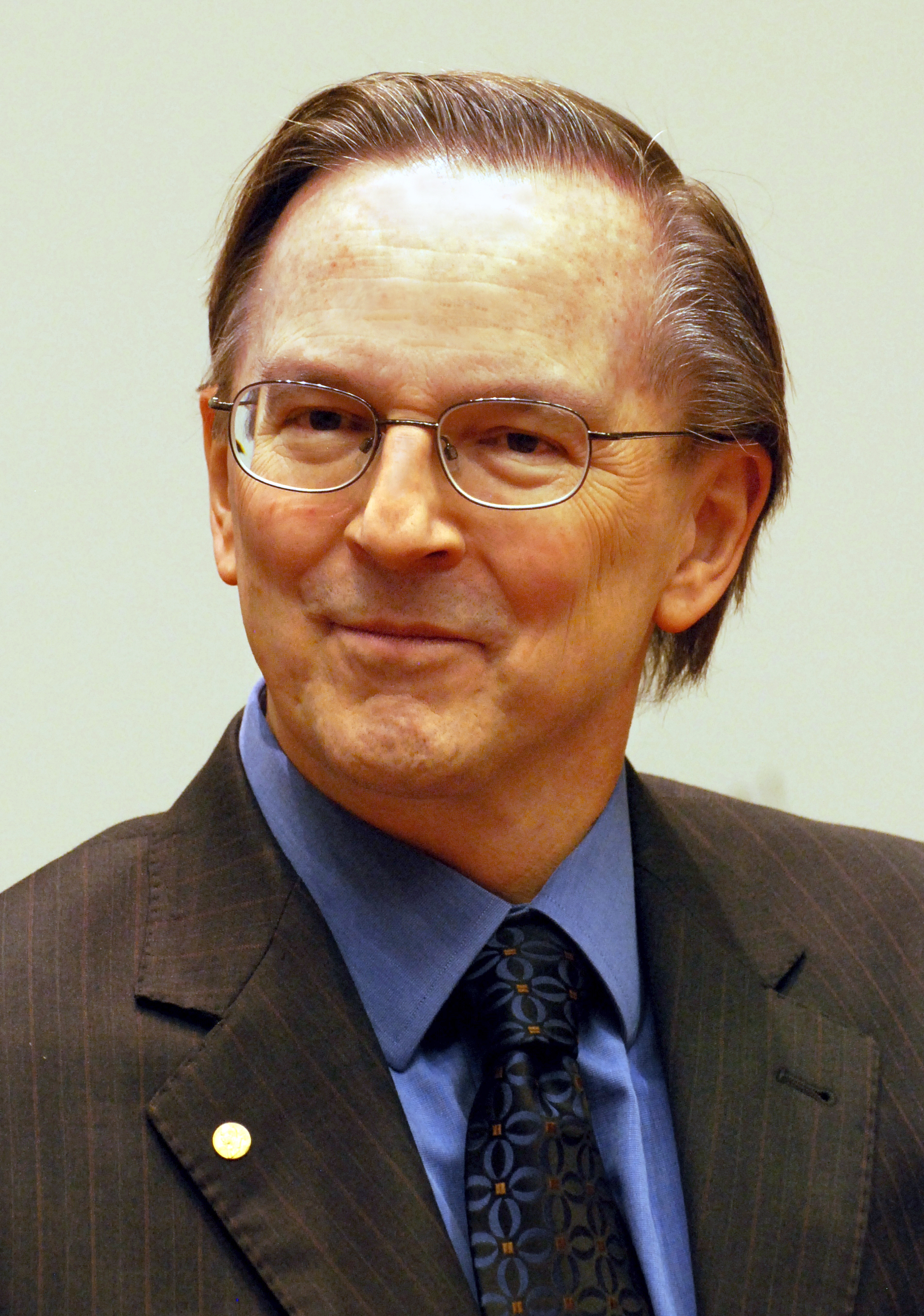
Jack Szostak, biolog american de origine britanică, laureat al Premiului Nobel

- 2 septembrie: Doina Bica, chimistă română (d.2007)
- 2 septembrie: Jimmy Connors (James Scott Connors), jucător american de tenis
- 3 septembrie: Inese Vaidere, politiciană letonă
- 4 septembrie: Byron Davies, politician britanic
- 5 septembrie: Christopher Beazley, politician britanic
- 5 septembrie: Ludovic Rákóczi, politician român
- 5 septembrie: Ahmad Al-Abdullah Al-Sabah, economist și politician kuweitian, prim-ministru al Kuweitului
- 6 septembrie: Ioana Căpraru, interpretă de muzică populară din R. Moldova
- 7 septembrie: Teodor-Horia Mihăiescu, politician român
- 9 septembrie: Manuel Göttsching, muzician german
- 11 septembrie: Miroslav Mikolášik, politician slovac
- 11 septembrie: Cornel Știrbeț, politician român
- 12 septembrie: Neil Peart, muzician și autor canadian, baterist (Rush), (d. 2020)
- 13 septembrie: Augustin Pop, scriitor român (d. 1998)
- 14 septembrie: Mihai Ruse, politician român
- 16 septembrie: Tony Cunningham, politician britanic
- 16 septembrie: Fatos Nano, politician albanez
- 16 septembrie: Mickey Rourke (n. Philip Andre Rourke, Jr.), actor american
- 18 septembrie: Giorgos Dimitrakopoulos, politician grec
- 18 septembrie: Mariana Drăghicescu, interpretă română de muzică populară din regiunea Banat (d. 1997)
- 18 septembrie: Horia Rusu, politician român (d. 2001)
- 19 septembrie: Gunnar Hökmark, politician suedez
- 20 septembrie: Ileana Ciuculete, interpretă română de muzică populară din zona Olteniei (d. 2017)
- 20 septembrie: Michl Ebner, politician italian
- 21 septembrie: Jan Olbrycht, politician polonez
- 21 septembrie: Valeriu Sterian, interpret român, muzician și compozitor de muzică folk și rock (d. 2000)
- 22 septembrie: Mihăiță Calimente, politician român
- 26 septembrie: Viorel Constantinescu, politician român
- 26 septembrie: Paolo Martinelli, inginer italian
- 27 septembrie: Liam Aylward, politician irlandez
- 27 septembrie: Dumitru Prunariu, primul cosmonaut român
- 30 septembrie: Ricky Dandel, cântăreț român

### Octombrie
- 1 octombrie: Gheorghe Marin, politician român
- 1 octombrie: Patsy Sörensen, politiciană belgiană
- 2 octombrie: Gyöngyike Böndi, politiciană română
- 5 octombrie: Lucian Băluț, politician român
- 5 octombrie: Harold Faltermeyer, muzician german
- 5 octombrie: Imran Khan, al 22-lea prim-ministru al Pakistanului (din 2018)
- 7 octombrie: Donald Machholz, astronom american (d.2022)
- 7 octombrie: Aurora Rotariu Planjanin, poetă română din Serbia
- 7 octombrie: Vladimir Putin, politician rus, președinte al Rusiei (2000-2008; 2012-prezent)
- 7 octombrie: Serghei Sviatcenko, pictor ucrainean
- 8 octombrie: Czesław Siekierski, politician polonez
- 11 octombrie: Dumitru Calance, politician român
- 12 octombrie: Constantin Frosin, scriitor și traducător român (d.2020)
- 15 octombrie: Zilia Valeeva, politiciană rusă
- 18 octombrie: Chuck Lorre, scenarist american
- 18 octombrie: Bao Ninh, scriitor vietnamez
- 19 octombrie: Irina Negrea, jurnalistă română
- 20 octombrie: Gheorghe Cristea, politician român
- 20 octombrie: Eliane Giardini, actriță braziliană
- 20 octombrie: Dalia Ițik, politiciană israeliană
- 22 octombrie: Jeff Goldblum, actor american
- 22 octombrie: Vintilă Matei, politician român
- 22 octombrie: Nicolae Pătru, politician român
- 22 octombrie: Mircea Sandu, fotbalist român (atacant)
- 22 octombrie: Gheorghe Zlăvog, politician român
- 24 octombrie: David Weber, scriitor american de literatură SF
- 25 octombrie: Samir Geagea, politician libanez
- 25 octombrie: Nicolae Moga, politician român
- 26 octombrie: Lars Peter Hansen, economist american
- 27 octombrie: Roberto Benigni, actor italian
- 27 octombrie: Francis Fukuyama, filosof și economist american de etnie japoneză
- 27 octombrie: Atsuyoshi Furuta, fotbalist japonez
- 28 octombrie: Ionesie Ghiorghioni, politician român
- 31 octombrie: Jane Wymark, actriță britanică

### Noiembrie
- 5 noiembrie: Oleg Blohin, fotbalist ucrainean (atacant)
- 5 noiembrie: Vandana Shiva, filosoafă indiană
- 7 noiembrie: Karin Riis-Jørgensen, politiciană daneză
- 7 noiembrie: David Petraeus, ofițer american
- 8 noiembrie: Mariana Lungu, interpretă română de muzică populară din zona Moldovei
- 9 noiembrie: Jack Szostak, biolog american de etnie britanică laureat al Premiului Nobel (2009)
- 11 noiembrie: Florin Rotaru, politician român
- 12 noiembrie: Mary Honeyball, politiciană britanică
- 15 noiembrie: Bálint Magyar, om politic și ministrul educației maghiar
- 16 noiembrie: Arcadie Suceveanu, jurnalist din R. Moldova
- 17 noiembrie: Roman Codreanu, sportiv român (lupte greco-romane), (d. 2001)
- 18 noiembrie: Vlad Rădescu, actor român
- 19 noiembrie: Traian-Neculaie Rânja, politician român
- 22 noiembrie: Alexandra Cepraga, om de televiziune român
- 22 noiembrie: Lydie Polfer, politiciană luxemburgheză
- 26 noiembrie: Miklós Onucsán, pictor român
- 28 noiembrie: Pat Cox, politician irlandez
- 29 noiembrie: Jeff Fahey, actor american

### Decembrie
- 2 decembrie: Andreas Mölzer, politician austriac
- 3 decembrie: Baek Joon Ki, actor sud-coreean
- 4 decembrie: Adrian Georgescu, scriitor român
- 5 decembrie: Dmitrii Constantinov, politician găgăuz din R. Moldova
- 6 decembrie: Culiță Tărâță, politician român (d. 2014)
- 7 decembrie: Adrian Paul Dumitrescu, politician român (d. 2015)
- 10 decembrie: Alexandra Can, politiciană din R. Moldova (d.2023)
- 11 decembrie: Andrea De Carlo, scriitor italian
- 12 decembrie: Peter Haber, actor suedez
- 13 decembrie: Avi Nesher, regizor, scenarist și producător israelian de film
- 13 decembrie: Jean Rouaud, scriitor francez
- 15 decembrie: Yukitaka Omi, fotbalist japonez
- 15 decembrie: Allan Simonsen, fotbalist danez (atacant)
- 16 decembrie: Jorge Luis Pinto (Jorge Luis Pinto Afanador), fotbalist columbian
- 17 decembrie: Jean Paler, actor român de teatru
- 19 decembrie: Věra Flasarová, politiciană cehă
- 19 decembrie: Enikő Szilágyi, actriță română
- 20 decembrie: Alexandru Pereș, politician român
- 22 decembrie: Mircea Grabovski, handbalist român (d.2002)
- 23 decembrie: Hans Abramsen, compozitor danez
- 26 decembrie: Valentina Calestru, solistă de operă (soprană) din R. Moldova
- 30 decembrie: Chris Lauzen (Christopher J. Lauzen), politician american
- 30 decembrie: Cécile La Grenade, specialistă în știința alimentației din Grenada, guvernator general al Grenadei

## Decese
- 19 ianuarie: Arhiducele Maximilian Eugen al Austriei, 56 ani (n. 1895)
- 22 ianuarie: Albert, Prinț de Thurn și Taxis, 84 ani (n. 1867)
- 25 ianuarie: François Gagnepain, 85 ani, botanist francez (n. 1866)
- 26 ianuarie: Horloogiin Cioibalsan, 56 ani, conducător comunist al Mongoliei (1939-1952), (n. 1895)

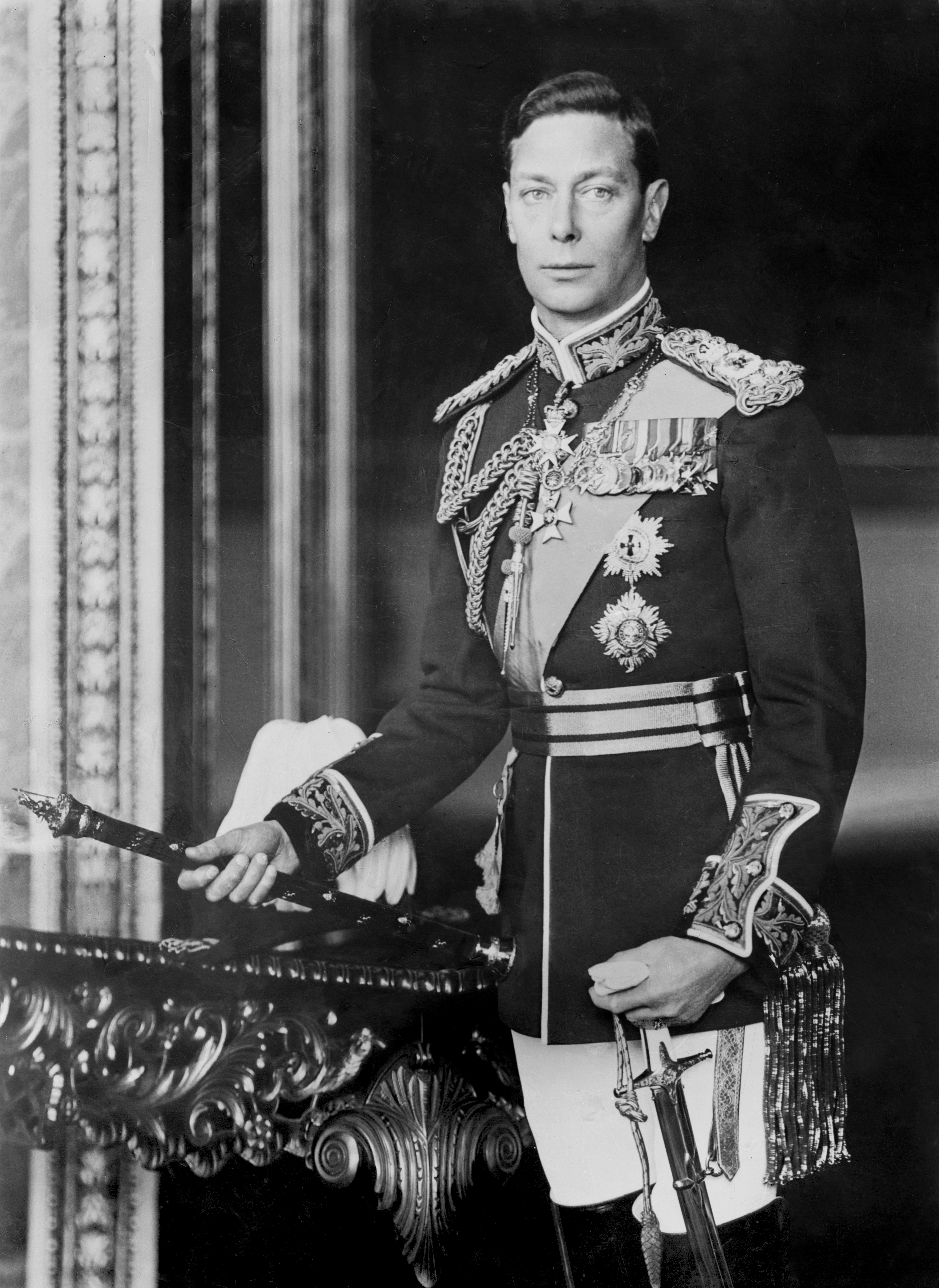
Regele George al VI-lea al Regatului Unit
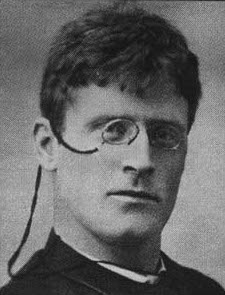
Knut Hamsun, scriitor norvegian, laureat Nobel
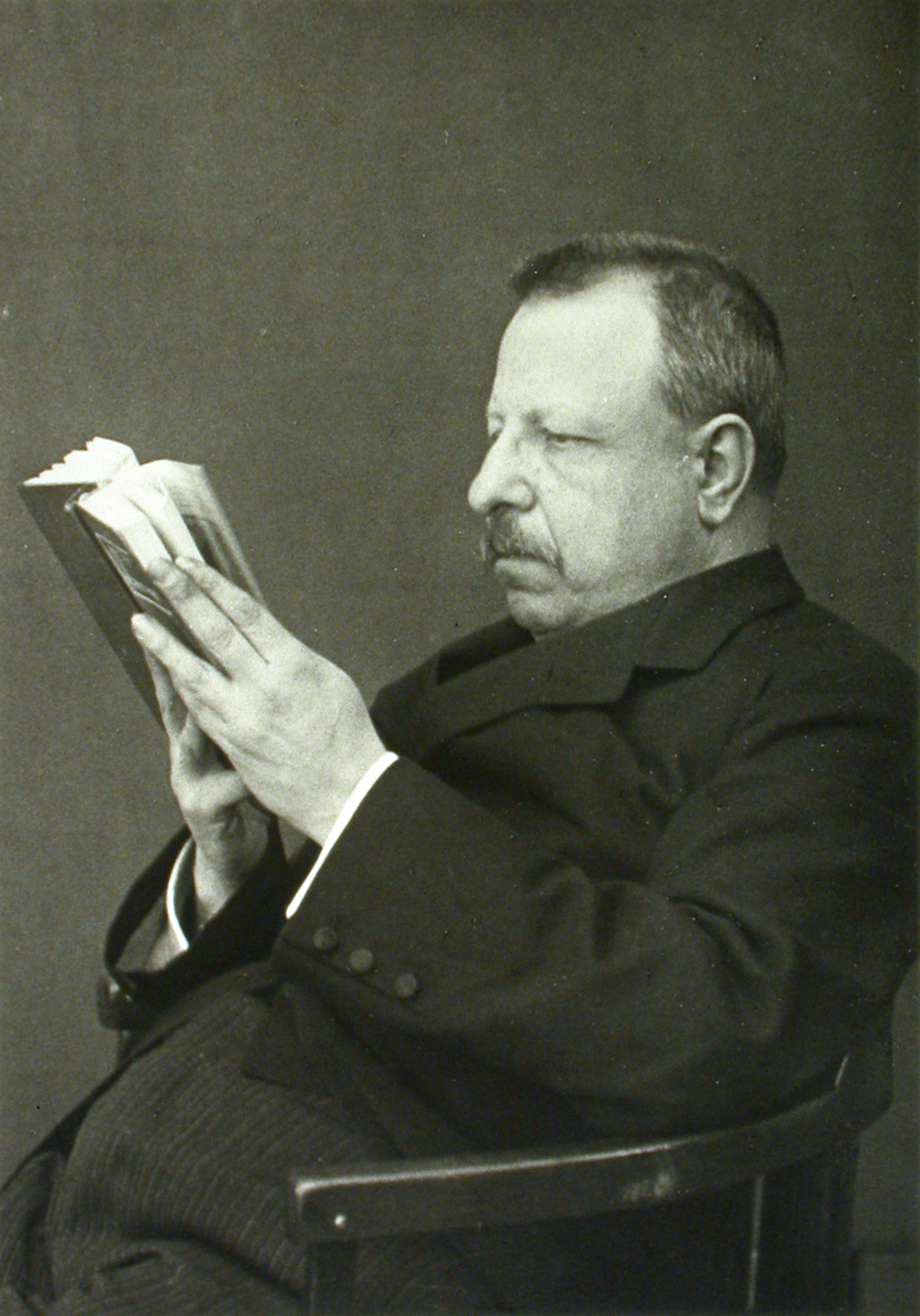
Benedetto Croce, critic italian, filozof idealist
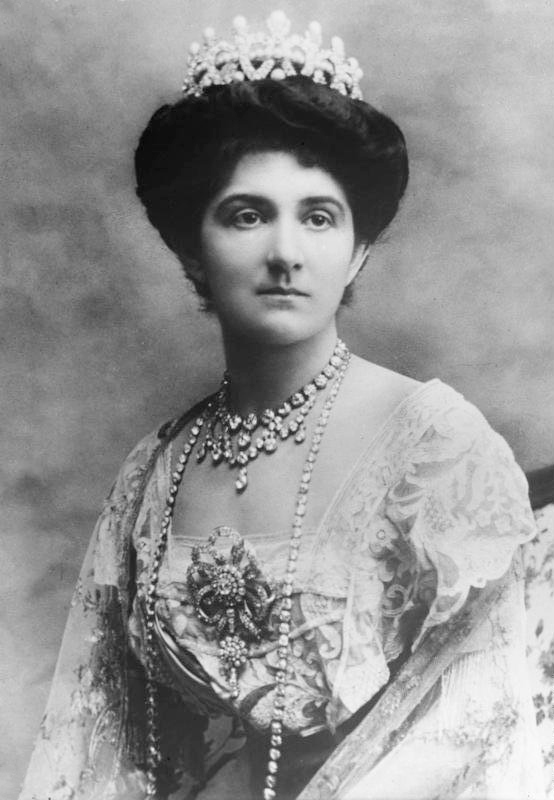
Elena de Muntenegru, regină a Italiei și a Albaniei, împărăteasă a Etiopiei

- 4 februarie: Louise d'Orléans, 82 ani, prințesă franceză (n. 1869)
- 6 februarie: Regele George al VI-lea al Regatului Unit (n. Albert Frederick Arthur George), 56 ani (n. 1895)
- 10 februarie: Macedonio Fernández, 77 ani, scriitor argentinian (n. 1874)
- 10 februarie: Constant Tonegaru, 32 ani, poet român (n. 1919)
- 19 februarie: Knut Hamsun, 92 ani, scriitor norvegian, laureat al Premiului Nobel (1920), (n. 1859)
- 25 februarie: Stan Ghițescu, 70 ani, politician român (n. 1881)
- 4 martie: Sir Charles Scott Sherrington, 94 ani, medic neurolog englez, laureat al Premiului Nobel (1932), (n. 1857)
- 7 martie: Paramahansa Yogananda, 59 ani, yoghin indian (n. 1893)
- 15 martie: Nevil Vincent Sidgwick, 79 ani, chimist englez (n. 1873)
- 19 martie: Robert Guérin, 75 ani, jurnalist francez, președinte FIFA (1904-1906), (n. 1876)
- 27 martie: Ion Alexandru Bassarabescu, 82 ani, scriitor român (n. 1870)
- 31 martie: Silvia Creangă, 57 ani, matematiciană română (n. 1894)
- 31 martie: Roland West, 67 ani, regizor american de film (n. 1885)
- 1 aprilie: Alexandru Tzigara-Samurcaș, 80 ani, istoric de artă, român (n. 1872)
- 2 aprilie: Bernard Lyot (Bernard Ferdinand Lyot), 55 ani, astronom francez (n. 1897)
- 8 aprilie: Jean Tharaud (n. Pierre Marie Martial Charles Tharaud), 74 ani, scriitor francez (n. 1877)
- 20 aprilie: Ion Sichitiu, 74 ani, general român (n. 1878)
- 20 aprilie: Grigore Tăușan, 78 ani, filosof român (n. 1874)
- 24 aprilie: Hendrik Anthony Kramers (aka Hans Kramers), 57 ani, fizician neerlandez (n. 1894)
- 28 aprilie: Prințesa Louise Sophie de Schleswig-Holstein-Sonderburg-Augustenburg, 86 ani (n. 1866)
- 8 mai: William Fox, 73 ani, producător american de film (n. 1879)
- 17 mai: Paul Bujor, 89 ani, zoolog, scriitor, profesor universitar român (n. 1862)
- 21 mai: John Garfield (n. Jacob Garfinkle), 38 ani, actor american de film (n. 1913)
- 2 iulie: Theodor Râșcanu, 63 ani, scriitor român (n. 1888)
- 8 iulie: August Alle, 61 ani, scriitor estonian (n. 1890)
- 11 iulie: Valeriu Traian Frențiu, 77 ani, episcop al Lugojului (n. 1875)
- 18 iulie: Emanuel von der Pahlen, 70 ani, astronom german (n. 1882)
- 26 iulie: Maria Eva Duarte de Peron (n. Eva María Ibarguren), 33 ani, soția președintelui argentinian Juan Peron (n. 1919)
- 18 august: Liviu Cigăreanu (Liviu Ioan Ștefan Cigăreanu), 76 ani, avocat român (n. 1875)
- 24 august: Vespasian V. Pella, 55 ani, diplomat român (n. 1897)
- 1 septembrie: Iosif Rangheț (aka József Rangecz), 48 ani, politician român (n. 1904)
- 12 septembrie: Rene Grousset, 67 ani, istoric francez (n. 1885)
- 28 octombrie: Mircea Vulcănescu, 48 ani, filosof, sociolog, economist și profesor de etică (n. 1904)
- 31 octombrie: Aleksandr Andronov, 51 ani, matematician rus (n. 1901)
- 4 noiembrie: Sándor Pósta, 64 ani, scrimer maghiar (n. 1888)
- 9 noiembrie: Haim Weismann (Haim Azriel Weismann), 77 ani, primul președinte al Israelului (1948-1952), (n. 1874)
- 18 noiembrie: Paul Eluard (n. Eugène Émile Paul Grindel), 56 ani, poet francez (n. 1895)
- 20 noiembrie: Benedetto Croce, 86 ani, critic italian, filozof idealist și politician (n. 1866)
- 28 noiembrie: Elena de Muntenegru, 79 ani, regină a Italiei și a Albaniei, împărăteasă a Etiopiei (n. 1873)
- 29 noiembrie: Vladimir Nikolaevici Ipatieff, 85 ani, chimist ruso-american (n. 1867)
- 30 noiembrie: Barbu Alinescu, 62 ani, general român (n. 1890)
- 1 decembrie: Vittorio Emanuele Orlando, 92 ani, diplomat italian (n. 1860)
- 4 decembrie: Giuseppe Antonio Borgese, 70 ani, scriitor italian (n. 1882)
- 4 decembrie: Karen Horney (n. Karen Danielsen), 67 ani, psihanalistă germană-americană (n. 1885)
- 6 decembrie: Dumitru Popovici, 50 ani, critic literar român (n. 1902)
- 6 decembrie: János Scheffler, 65 ani, preot catolic român (n. 1887)
- 7 decembrie: Forest Ray Moulton, 80 ani, astronom american (n. 1872)
- 14 decembrie: Fartein Valen, 65 ani, compozitor norvegian (n. 1887)
- 20 decembrie: Alexandru Filipașcu, 50 ani, istoric român (n. 1902)
- 22 decembrie: Mir-Jam (n. Milica Jakovljević), 65 ani, scriitoare sârbă (n. 1887)
- 23 decembrie: Céline Arnauld (n. Carolina Goldstein), 67 ani, poetă franceză (n. 1885)
- 28 decembrie: Alexandrine de Mecklenburg-Schwerin, 73 ani, soția regelui Christian al X-lea al Danemarcei (n. 1879)

## Premii Nobel
- Fizică: Felix Bloch (Elveția), Edward Mills Purcell (SUA)
- Chimie: Archer John Porter Martin, Richard Laurence Millington Synge (Regatul Unit)
- Medicină: Selman Abraham Waksman (SUA)
- Literatură: François Mauriac (Franța)
- Pace: Albert Schweitzer (Germania)